# Província de Volínia
|  | Aquest article tracta sobre la província ucraïnesa de Volínia. Vegeu-ne altres significats a «Volínia». |

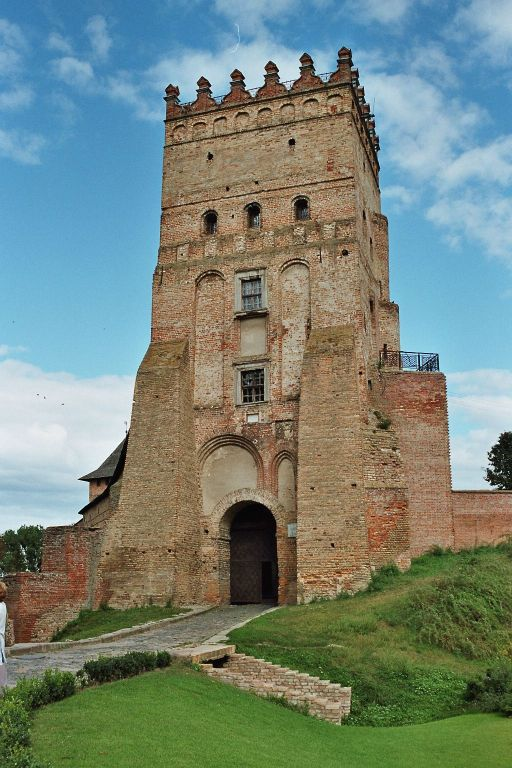
El castell de Lutsk, torre-portal

La província de Volínia, l'óblast de Volýn o simplement Volýn (ucraïnès: Воли́нська о́бласть o Воли́нь, transcrit: Volynska óblast o Volýn; transliterat amb el sistema científic internacional: Volyns'ka oblast') és una óblast al "racó" nord-oriental d'Ucraïna, fronterer amb Polònia (a l'oest) i Belarús (al nord). La línia de frontera fa 330 km, 135 amb Polònia (resseguint el riu Buh Occidental) i 195 amb Belarús. També limita amb les óblasts de Rivne (a l'est) i Lviv (al sud). La capital és Lutsk (Луцьк).
Per millor situar l'óblast, vegeu aquest mapa d'Ucraïna que mostra les divisions administratives i països veïns de forma molt clara (en anglès).

## Geografia física

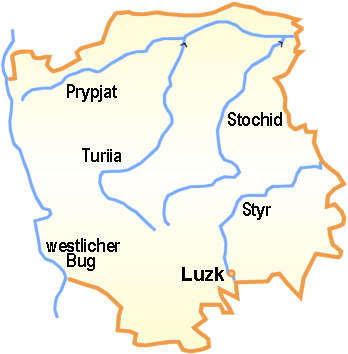
Mapa fluvial de Volýn (noms transcrits a l'alemany)

### Hidrografia
Volýn és una óblast molt rica en aigua. Allí hi neixen uns quants rius importants, i també alberga una regió d'aiguamolls i llacs, un dels quals el llac amb més profunditat d'Ucraïna (arriba a 58,4 metres de fondària).

#### Rius
A Volýn neixen:
- Riu Prípiat o Prípiats (ucraïnès: При́п'ять, Prípiat, belarús: Прыпяць, Prípiats, 775 km), riu compartit per Ucraïna i Belarús, passa per la ciutat abandonada del mateix nom. (Vegeu Prípiat, Txernòbil i Accident de Txernòbil). Tributari dret del Dniéper, 170 dels seus km passen per l'óblast.
- Túriia (ucraïnès: Турія, transcrit: Túriia; belarús: Тур'я, transcrit: Túria, 184 km), afluent dret del Prípiats, travessa l'óblast de Volýn.
- Stokhid (ucraïnès: річка Стохід, transcrit: ritxka Stokhid; belarús: рака Стаход, transcrit: raka Stakhod, 188 km), afluent dret del Prípiat, travessa l'óblast de Volyn

Per Volýn passen:
- Buh Occidental o Zàkhidnyi Buh (ucraïnès: За́хідний Буг, Zàkhidnyi Buh; belarús: Захо́дні Буг, Zakhodni Buh; polonès: Bug, 813 km, 135 km a l'óblast). Aquest riu major, compartit amb Belarús i Polònia, és un tributari del Vístula (Wisła). Neix a l'óblast de Lviv, després passa a formar la frontera entre aquella óblast i Polònia, i després entra a l'óblast de Volýn abans de passar a marcar la frontera belarussa-polonesa.
- Riu San o Sian (ucraïnès: Сян, Sian; polonès: San, 444 km), tributari del Vístula (Wisła), neixa als Carpats, a l'óblast de Lviv, per de seguida endinsar-se a Polònia, on té la majoria del seu curs.
- Styr (ucraïnès: Стир, belarús: Стыр, els dos transcriuen com: Styr, 483 km), neix a l'óblast de Lviv, travessa la de Volýn i la de Rivne abans de passar a Belarús, vóblast de Brest, on desemboca al Prypiats. Passa per la ciutat de Lutsk.

#### Llacs, embassaments, canals
- Els llacs de Xatsk (Ша́цькі о́зера, Xatski òzera), un grup d'uns 30 llacs a prop de la vila de Xatsk, es troben entre el Buh Occidental i el Prípiats, a l'extrem nord-oest de la província i a la regió històrica de Políssia. Són espais naturals rics en flora i fauna i també llocs d'esbarjo. La regió dels llacs és coneguda com una de les més naturals i ecològicament sanes del país. Formen part del Parc Nacional de Xatsk (Ша́цький націона́льний приро́дний парк).

- El llac Svítiaz (Сві́тязь), part del sistema dels llacs de Xatsk, és el llac més fondo d'Ucraïna. Es va nominar com una de les "Set meravelles naturals d'Ucraïna" el 2007.

Estadístiques:
- - Àrea de la superfície: 26-27,5 km²
  - Fondària mitjana: 6,3 m
  - Fondària màxima: 58,4 m
  - Llargada: 7,8 km
  - Amplada: 4,1 km
  - Línia de la costa: 30 km
  - Volum: 180 milions м³

Altres llacs (llac: озеро, ózero) són el Pulemetske (Пулемецьке), el Liutsymyr (Люцимир) i el Luky (Луки), que formen part dels llacs de Xatsk, i altres, com ara el Luka (Лука) i el Turske ózero, o ózero Tur (Турське озеро, озеро Тур).

### Parcs naturals
- Parc Nacional de Xatsk (Ша́цький націона́льний приро́дний парк, Xatskyi natsionalnyi pryrodnyi park), parc natural que comprèn els llacs de Xatsk, més alguns rius, prats hidròfils i boscs, es troba a l'oest d'un dels majors sistemes d'aiguamolls-boscs-prats-llacs d'Europa, que és la Políssia (tota la franja nord d'Ucraïna, la franja sud de Belarús, i petites parts de Polònia i Rússia.

## Política i govern

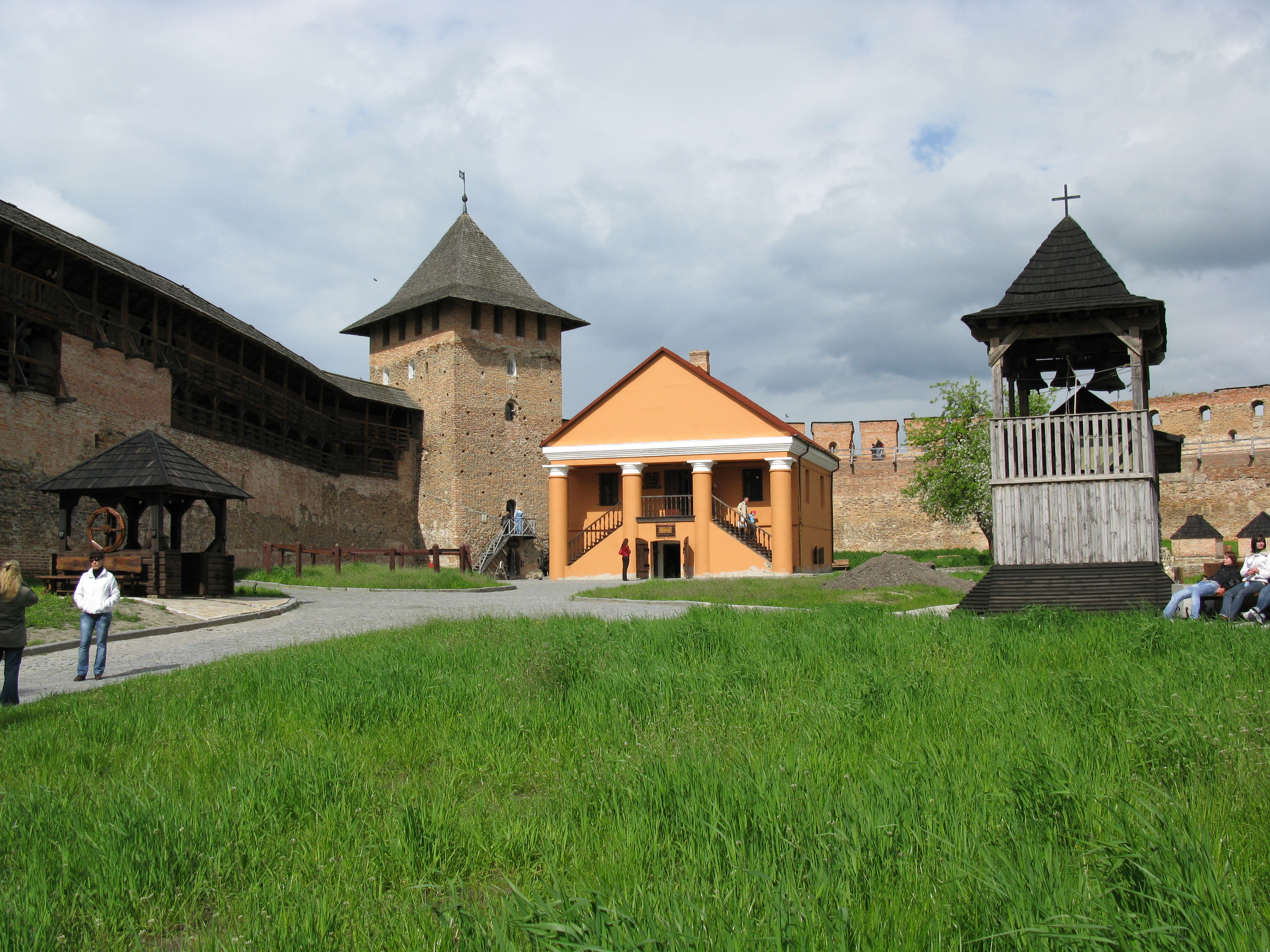
El castell de Lutsk, pati d'armes

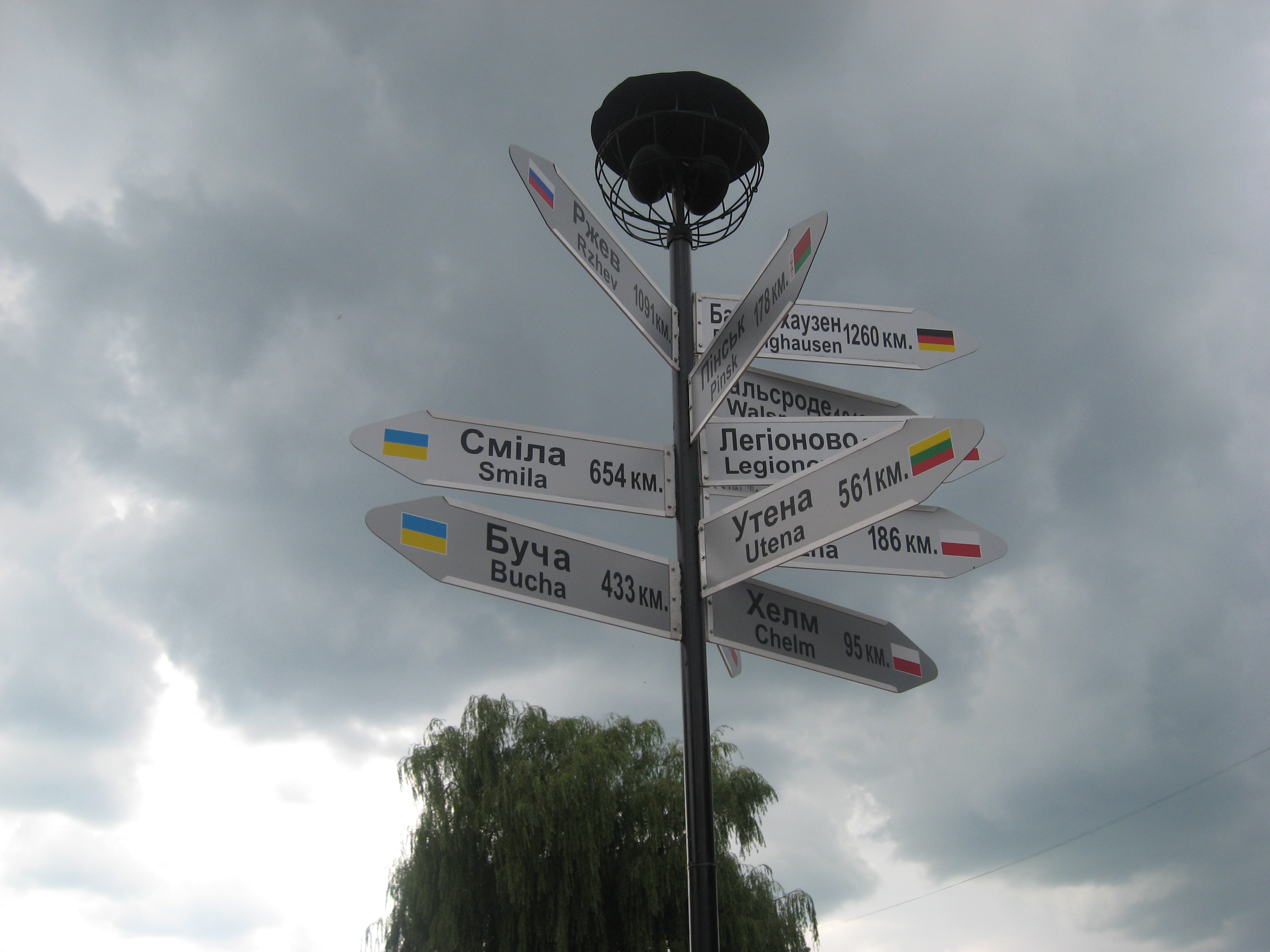
Fanal amb cartells indicant les ciutats agermanades de Kòvel.

### Divisions administratives
L'óblast de Volýn està dividida en 16 raions (sing. район, raion, pl. райо́ни, raion•y, subdivisió administrativa similar a les nostres comarques) i 4 ciutats que no depèn d'un raion sinó directament de l'óblast. Aquestes últimes són les ciutats de Volodýmyr (Володи́мир), Kòvel (Ко́вель), Novovolynsk (Нововолинськ) i la ciutat capital de l'óblast, Lutsk (Луцьк).
L'óblast té un total de:
- 11 ciutats (sing: мі́сто, misto, plural: мі́ста, mista), 7 de les quals depenen d'un raion;
- 22 viles o "assentaments de tipus urbà" o SMTs (un смт, smt, се́лище місько́го ти́пу, sélysxe miskoho typu, és un municipi amb estatus de vila, és a dir, entre un poble i una ciutat);
- 1054 pobles (село́, seló).

### Principals ciutats i viles
ciutats
- Berestetxko (Бересте́чко), emplaçat a la riba del Styr (Стир)
- Volodímir (Володи́мир), a la riba del Luha (Луга)
- Horòkhiv (Горо́хів), per aquesta ciutat passa el Mlýnivka (Мли́нівка)
- Kàmin-Kaixirskyi (Ка́мінь-Каши́рський, polonès: Kamień Koszyrski)
- Kívertsi (Кі́верці)
- Kòvel (Ко́вель)
- Lutsk (Луцьк), la capital de l'óblast
- Liúboml (Лю́бомль)
- Novovolinsk (Нововоли́нськ)
- Rojisxe (Рожи́ще)
- Ustiluh (Устилу́г)

viles
- Blahodàtne (Благода́тне)
- Holoby (Голо́би)
- Holovnè, tb. Holovnó (Головне́, Головно)
- Dubysxe (Дуби́ще)
- Ivànitxi (Іва́ничі)
- Kolki (Ко́лки)
- Lókatxi (Ло́качі)
- Lúkiv (Лу́ків)
- Liubexiv (Любеші́в)
- Liúblinets (Лю́блинець)
- Manévitxi (Мане́вичі)
- Mariànivka (Мар'я́нівка)
- Olyka (Оли́ка)
- Ratne (Ра́тне)
- Rokyni (Роки́ні)
- Senkevytxivka (Сенкевичíвка)
- Starà Výjivka (Стара́ Ви́жівка, abans del 1946: Стара Вижва, Starà Vyjva s. XIX: Вижба, Vyjba)
- Tórtxyn (То́рчин)
- Turiisk (Турі́йськ)
- Tsýmany (Цу́мань)
- Xatsk (Шацьк)
- Zabolóttia, tb. Zabolótie (Заболо́ття, Заболотьє)

## Cultura

### Llocs, monuments d'interès
- Castell de Lutsk, també Castell de Liúbart, Castell Alt (Лу́цький за́мок, За́мок Лю́барта, Ве́рхній за́мок), data del segle xiv i es troba a la ciutat de Lutsk. Fou el castell del príncep Liubart o Liubartas, l'últim príncep del principat unificat de Galítsia-Volýn (Га́лицько-Воли́нське князі́вство, Hàlytsko-Volynske kniazistvo) o Regne dels Rus' (Королівство Руське, Korolivstvo Rus'ke). La imatge de la torre és simbòlica de Lutsk i surt al bitllet de 200 hrýven. Aquest monument va ser proposat com una de les "Set Meravelles d'Ucraïna".

## Història

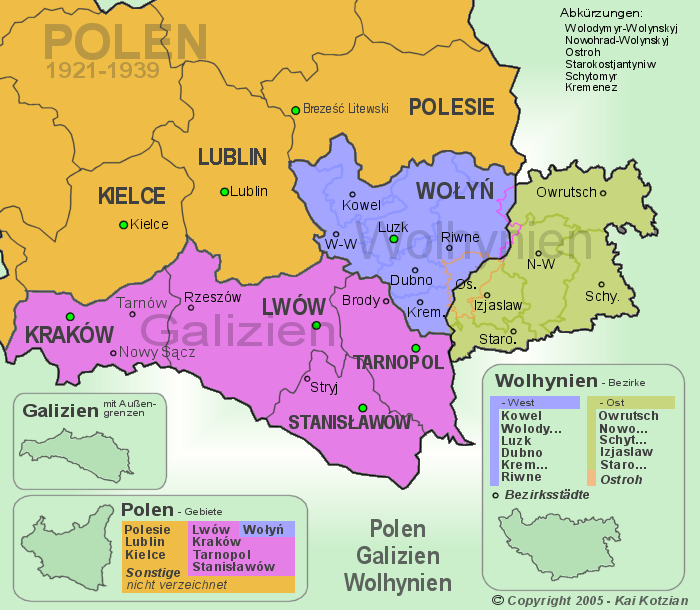
Mapa de la Transcarpàcia, Volínia i Galítsia sota Polònia el 1921-1939

Com es desprèn del mapa, la regió històrica de Volínia ocupava més espai que l'óblast actual.

## Galeria d'imatges

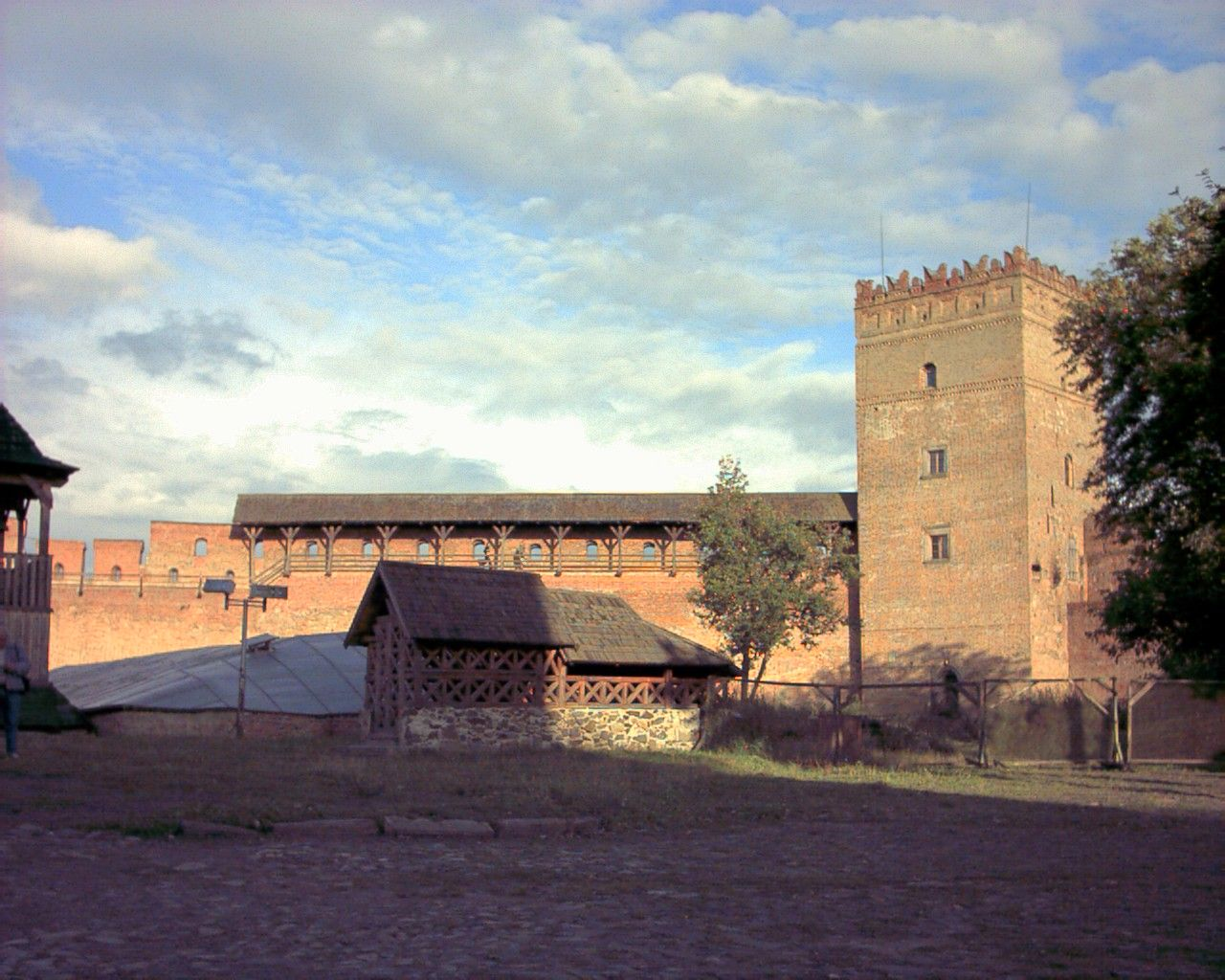
El castell de Lutsk, exterior
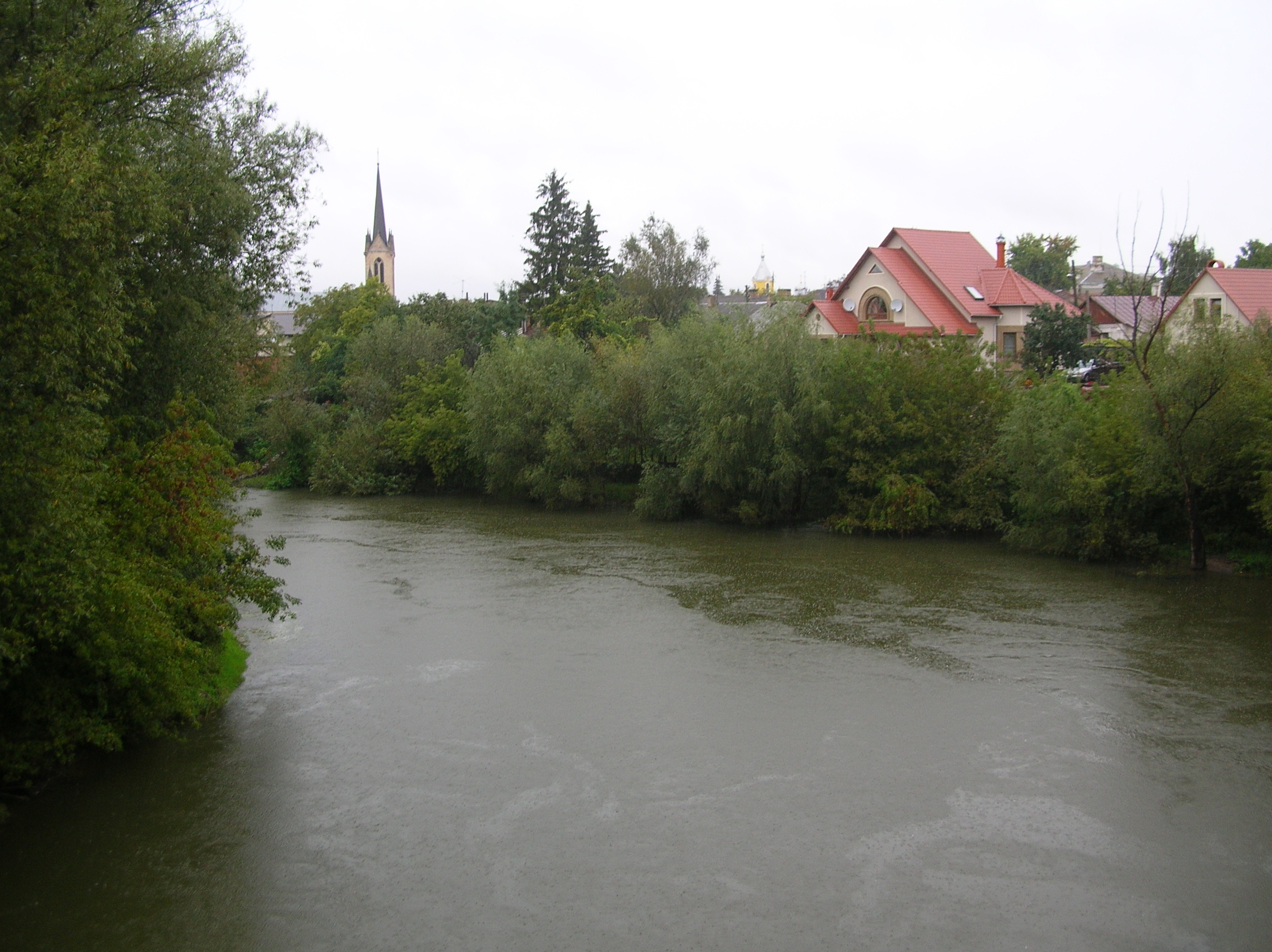
El Styr al seu pas per Lutsk